# أكريات الشكل
أكريات الشكل (الاسم العلمي: Coccidiomorphea) هي طائفة من الأسناخ الصبغية تتبع فوق طائفة البوائغ.

## التصنيف
- الدمويات
  - البوغيات الدموية وأشباهها
    - البوغيات الدموية